# Albuquerque Plaza
L'Albuquerque Plaza est un gratte-ciel de 107 mètres de hauteur (hauteur du toit) construit à Albuquerque au Nouveau-Mexique aux États-Unis en 1990. L'immeuble était auparavant appelé Bank of America Plaza.
C'est le plus haut immeuble d'Albuquerque et du Nouveau-Mexique.
L'architecte est l'agence Hellmuth, Obata & Kassabaum